# Islande aux Jeux paralympiques d'hiver de 2022
L'Islande participe aux Jeux paralympiques d'hiver de 2022 à Pékin en Chine du 4 au 13 mars 2022. Il s'agit de sa cinquième participation à des Jeux d'hiver.
La délégation est très restreinte avec un seul skieur debout, Hilmar Snær Örvarsson.

## Compétition

### Ski alpin
Hilmar Snær Örvarsson (LW2) est qualifié pour ses deuxième jeux. À l'âge de huit ans, il est amputé de la jambe gauche à cause d'un cancer des os et subit une intervention chirurgicale appelée rotation plastie, au cours de laquelle son genou est enlevé et sa cheville rattachée dans l'autre sens au-dessus du genou pour pouvoir conservé un axe de rotation à sa prothèse. Hilmar Snær s'entraîne au sein du club de ski de Víkingur.